# Proveniens
Proveniens är ett begrepp inom exempelvis juridik, konstvetenskap, musikvetenskap och musei- och arkivverksamhet som innefattar uppgifter om ett värdefullt objekts ursprung samt ägar- och annan historia. 
Begreppet proveniens kan även användas inom andra områden för beskrivning av härkomsten av något, till exempel inom biologin. För skogsbruket betecknar begreppet varifrån ursprungsmaterialet till de frön eller plantor som används vid skogens föryngring hämtats.
För konstverk innefattas i ett verks proveniens bland annat uppgifter om viktiga utställningar där konstverket varit med, samt uppgifter om omnämnande eller avbildning i publicerade fackböcker.
För en fastighet omfattar proveniensen namnen på dem som tidigare varit ägare, i idealfallet en obruten kedja av ägare. 
Förekomsten av uppgifter om proveniens och vad den är utgör delar av marknadsvärderingen av ett objekt.
| ”                | [Proveniensen] har likheter med animismen, föreställningen om att även döda ting har en själ. | „ |
| – Birgitta Rubin |                                                                                               |   |